# Käina
Käina är en småköping (estniska: alevik) på Dagö i västra Estland, 130 km sydväst om huvudstaden Tallinn. Den var centralort i Käina kommun som 2017 slogs samman med öns övriga kommuner och bildade Dagö kommun. Antalet invånare var 690 år 2011.
Käina ligger 5 meter över havet och terrängen runt orten är mycket platt. Närmaste större samhälle är Kärrdal, 19 km norr om Käina. 
Årsmedeltemperaturen i trakten är 5 °C. Den varmaste månaden är augusti, då medeltemperaturen är 18 °C, och den kallaste är januari, med −6 °C.

## Galleri

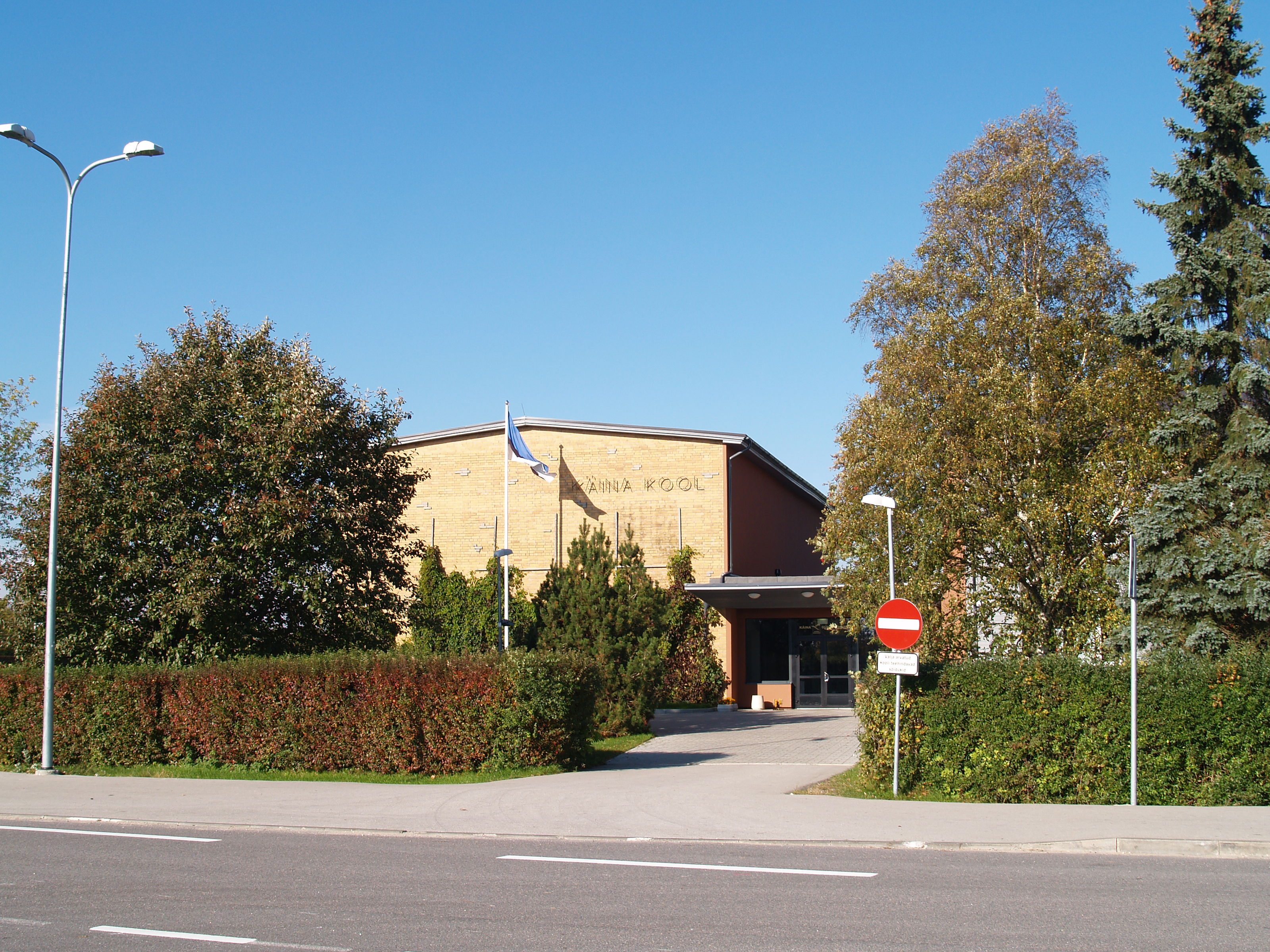
Skolan i Käina
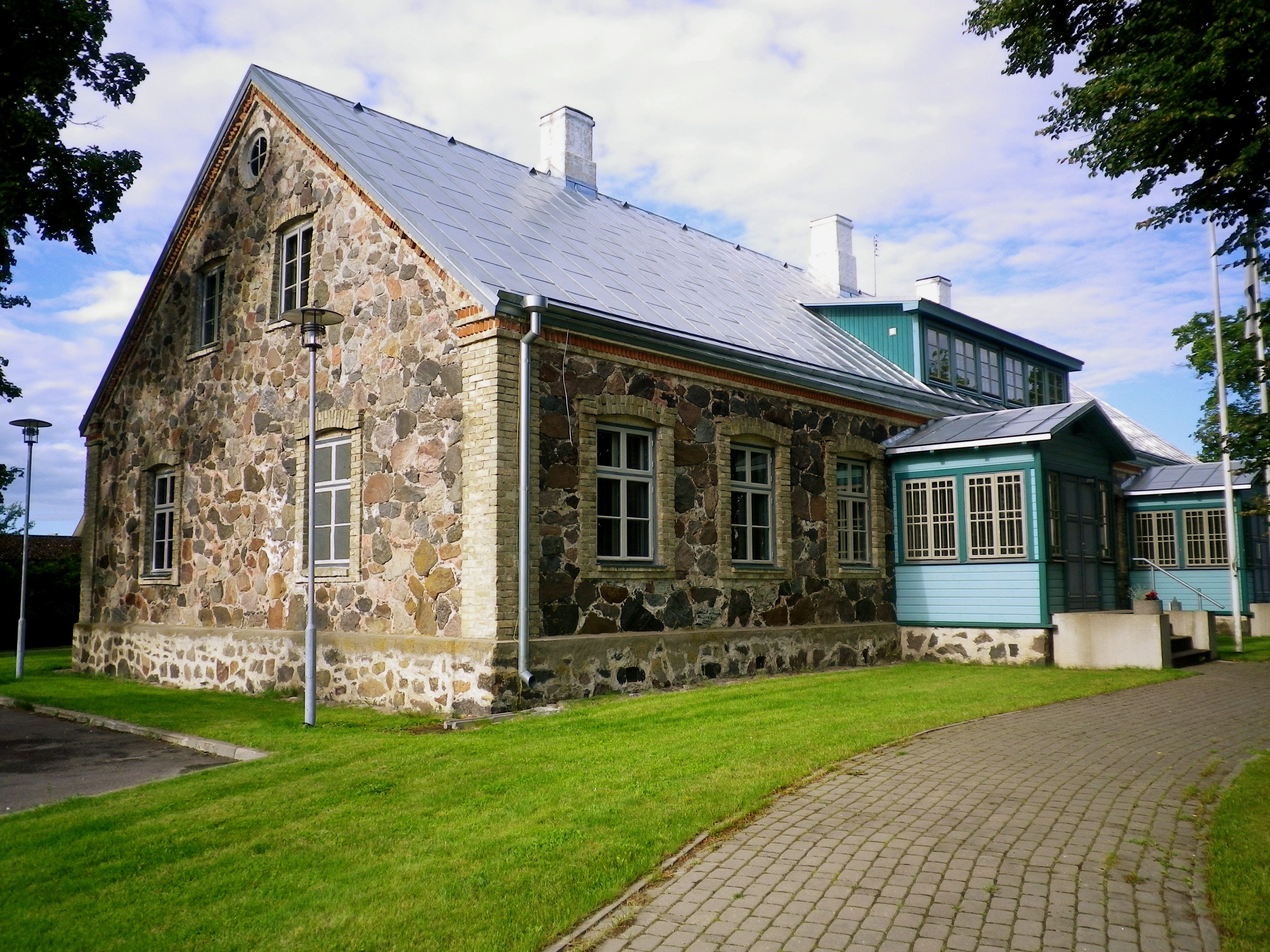
Kommunkontoret i Käina
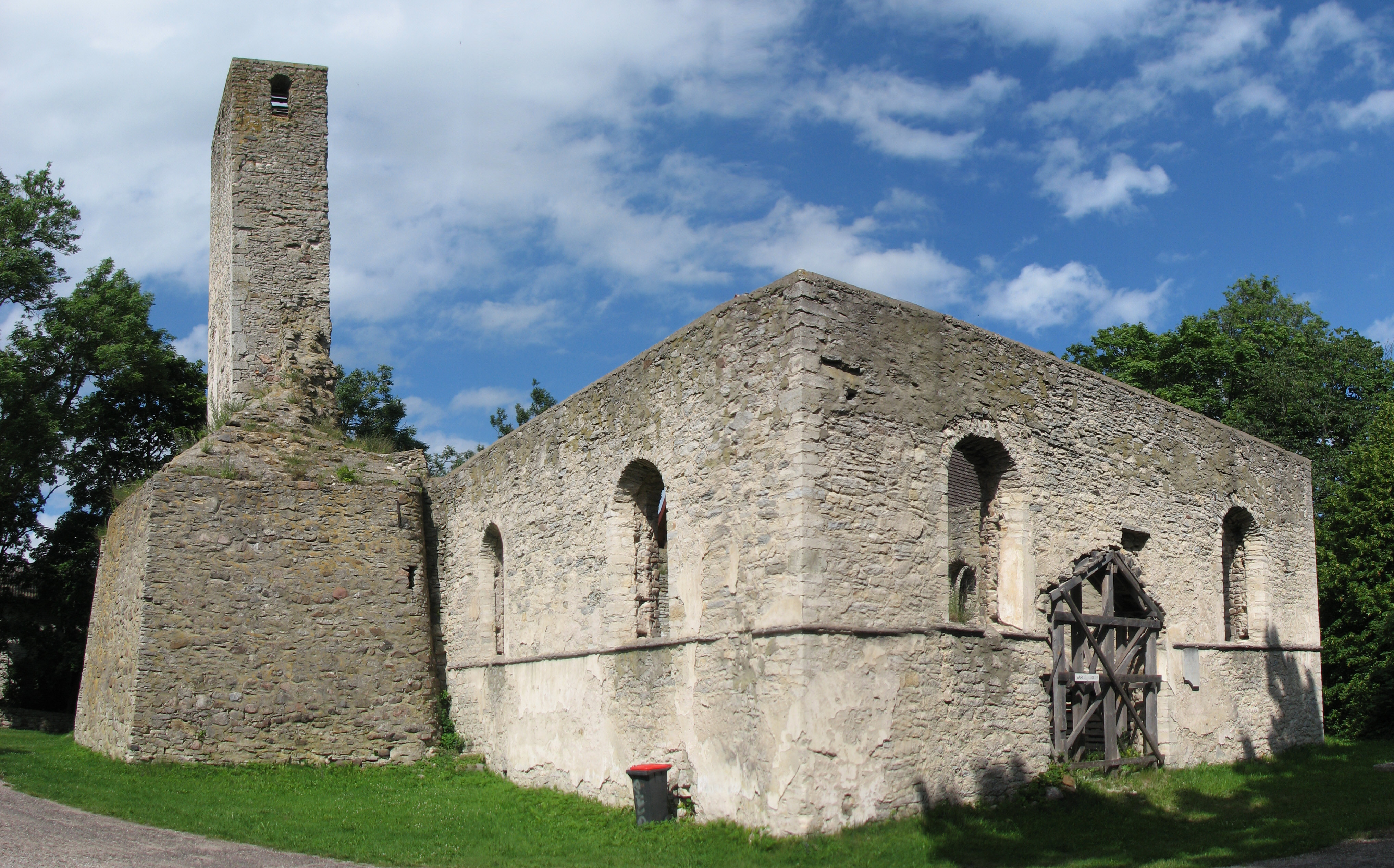
Käina gamla kyrka
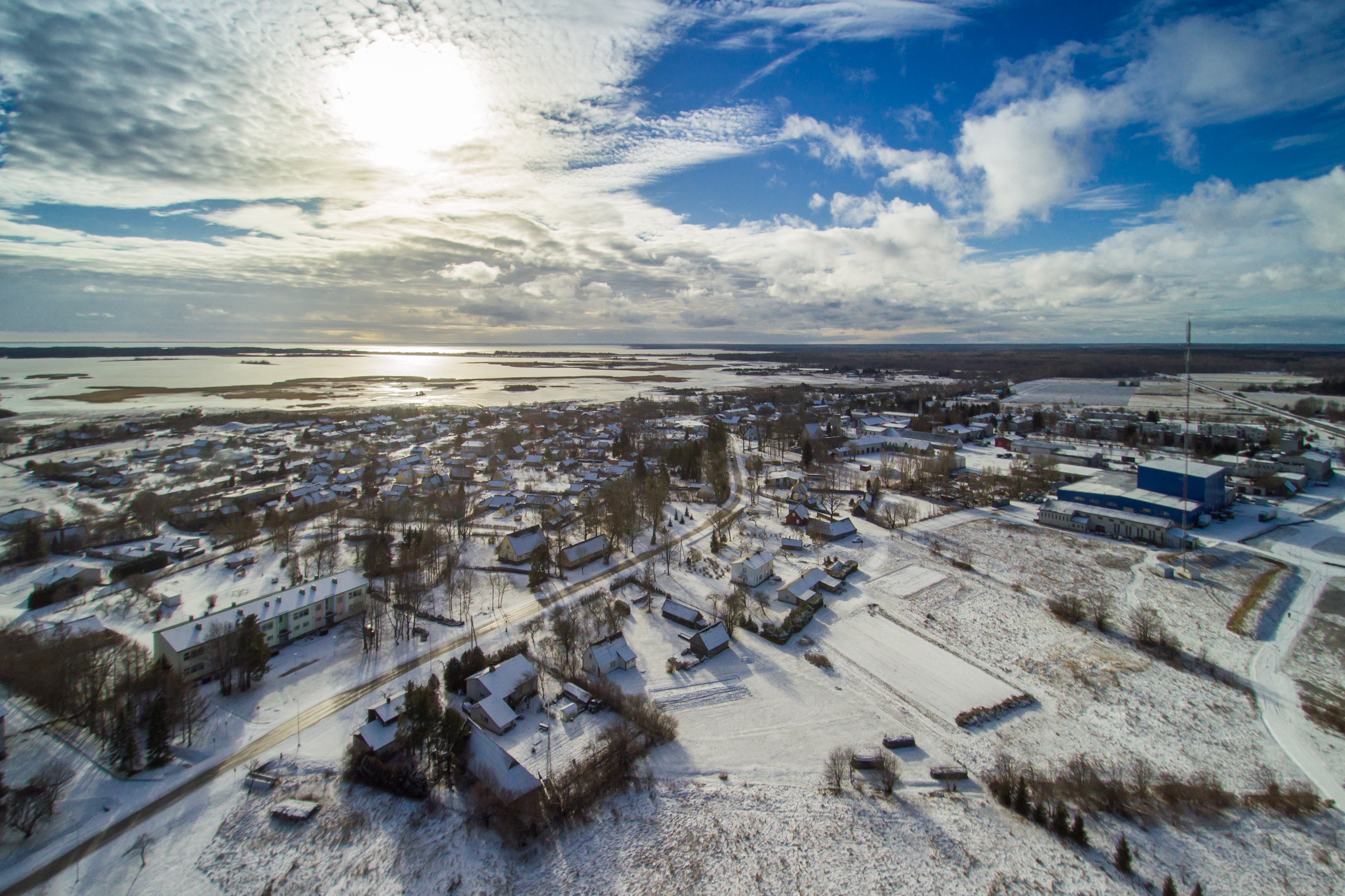
Flygbild över Käina